# کردبراکی
کُردبُراکی (به لاتین: Kürdborakı) یک منطقه مسکونی در جمهوری آذربایجان است که در شهرستان بردع واقع شده است. کُردبُراکی ۶۹۳ نفر جمعیت دارد.

## اقلیم
کُردبُراکی دارای آب و هوای استپی است و میانگین بارش آن ۳۷۹ میلی‌متر در سال (حدود ۱۵ اینچ) است که طبق میزان بارش کم، آن را در سامانه طبقه‌بندی اقلیمی کوپن جزئی از اقلیم نیمه‌خشک طبقه‌بندی می‌کنند.